# Atysa collaris
Atysa collaris es un coleóptero de la familia Chrysomelidae.
Fue descrita científicamente por primera vez en 1966 por Gressitt & Kimoto.